# Remixes·04 (singel)
Remixes·04 – promocyjna wersja singla Enjoy the Silence·04 zespołu Depeche Mode, promującego album Remixes 81–04.

## Wydany w krajach
- Unia Europejska (12")

## Informacje
- Nagrano w
- Produkcja Depeche Mode i
- Teksty i muzyka Martin Lee Gore

## WydaniaMute
- L12 BONG 34 wydany 2004
  1. Something to Do (Black Strobe Remix) – 7:11
  2. World in My Eyes (Cicada Remix) – 6:18
  3. Photographic (Rex the Dog Dubb Mix) – 6:20

- XL12 BONG 34 wydany 2004
  1. Halo (Goldfrapp Remix) – 4:22
  2. Clean (Colder Version) – 7:09
  3. Little 15 (Ulrich Schnauss Remix) – 4:52